# آشکارساز پنجره‌‌‌ای

نمودار مدار آشکارساز پنجره‌ای

مدار آشکارساز پنجره‌ای (به انگلیسی: window detector circuit) که مدار مقایسه‌کننده پنجره‌ای (به انگلیسی: window comparator circuit) یا مدارهای آشکارساز حد لبه دوگانه (به انگلیسی: dual edge limit detector circuits) نیز نامیده می‌شود برای تعیین اینکه آیا ورودی ناشناخته بین دو ولتاژ آستانه مرجع دقیق قرار دارد یا خیر استفاده می‌شود. از دو مقایسه‌کننده برای تشخیص فراوُلتاژ یا زیرْوُلتاژ استفاده می‌کند.
هر تک مقایسه‌گر ولتاژ ورودی مشترک مخالفِ یکی از دو ولتاژ مرجع، معمولاً حد بالا و پایین را تشخیص می‌دهد. خروجی‌های پشت یک دروازه منطقی مانند اَند، ورودی را در محدوده‌ای به اصطلاح «پنجره» بین مرجع بالا و پایین تشخیص می‌دهند.
آشکارسازهای پنجره‌ای در آلارم‌های صنعتی، حسگرها و کنترل‌های سطح، رایانه‌های دیجیتال و آزمایش خط تولید استفاده می‌شوند.

## تابع
| Uin                 | A | B | Y |
| ------------------- | - | - | - |
| > Urefbot           | ۰ | ۱ | ۰ |
| < Ureftop           | ۱ | ۰ | ۰ |
| < Ureftop > Urefbot | ۱ | ۱ | ۱ |

اگر Uin بزرگتر از Urefbot و Uin کمتر از Ureftop باشد، خروجی هر دو مقایسه‌کننده به بالاترین حد منطقی تغییر کرده و خروجی دروازه اَند را روشن می‌کنند.

## یادداشت
1. ↑  ولتاژی بیشتر از مقدار مشخص
2. ↑  ولتاژی کمتر از مقدار مشخص